# 短穗桤叶树
短穗桤叶树（学名：Clethra brachystachya）为桤叶树科桤叶树属下的一个种。

## 扩展阅读
- 維基物種上的相關：短穗桤叶树